# Dram
För andra betydelser, se Dram (olika betydelser).
Dram (armeniska: Դրամ, Dram) är den valuta som används i Armenien. Valutakoden är AMD. 1 dram = 100 luma. Dram var också namnet på den valuta som användes i Armenien mellan 1199 och 1375.
Valutan infördes den 22 november 1993 och ersatte den tidigare ryska rubeln. 
Vid det senaste bytet var omvandlingen 1 AMD = 200 rubel.

## Användning
Valutan ges ut av Armeniens centralbank (Hajastani Kentronakan Bank; Central Bank of Armenia, CBA) som grundades 1993 och har huvudkontoret i Jerevan.

## Valörer
- mynt: 10, 20, 50, 100, 200 och 500 dram
- underenhet: används ej, tidigare luma
- sedlar: 1000, 5000, 10.000, 20.000, 50.000 och 100.000 AMD